# Tomáš Hudlický

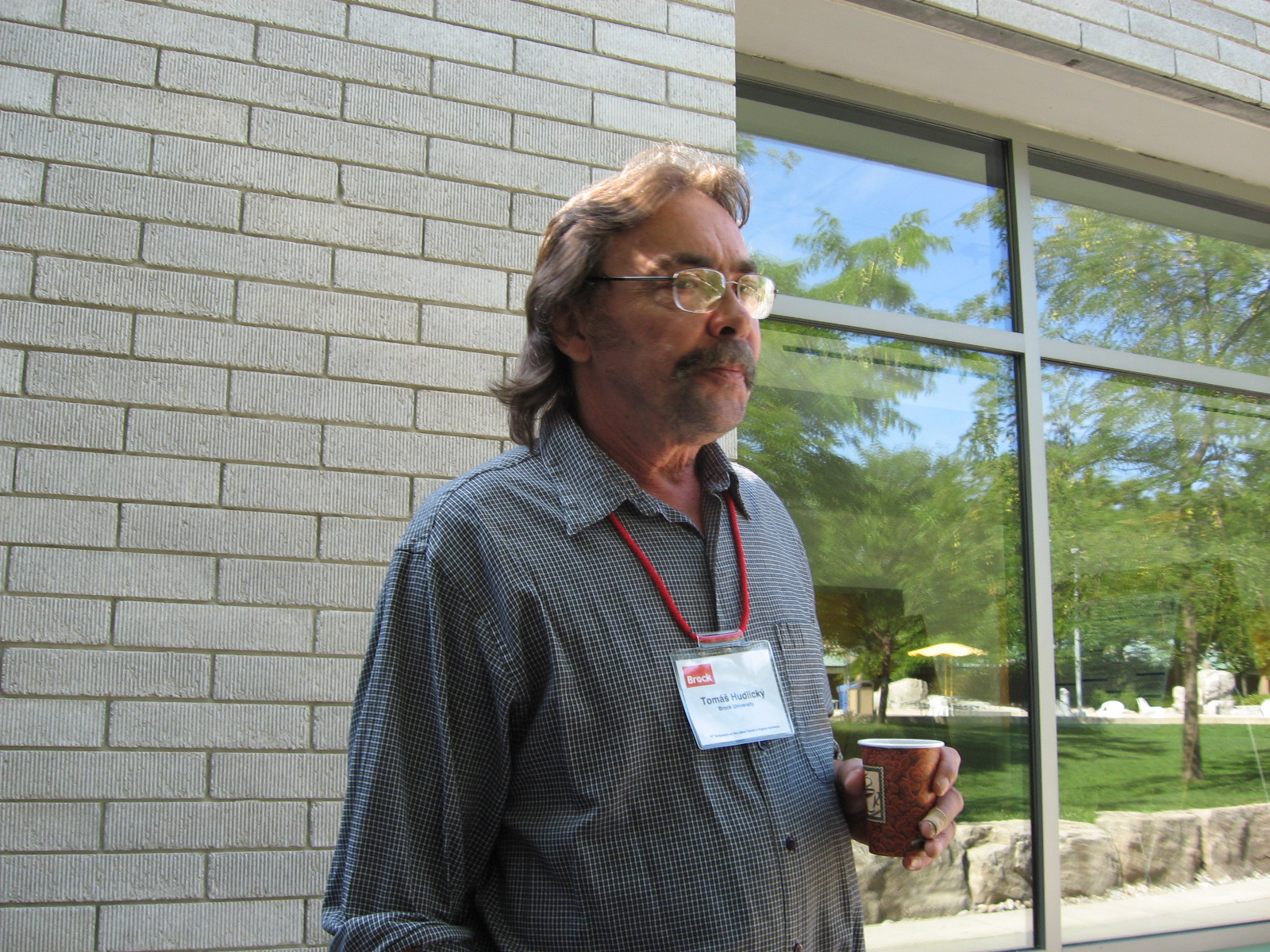
Hudlický, 2010

Tomáš Hudlický (* 26. Dezember 1949 in Prag; † 10. Mai 2022 ebenda) war ein US-amerikanischer Chemiker tschechoslowakischer Herkunft.

## Leben
Tomáš Hudlický wurde 1949 in Prag geboren. 1968 wanderte seine Familie im Zuge des Prager Frühlings in die USA aus. 1973 erlangte er seinen Bachelorabschluss an der Virginia Polytechnic Institute and State University. Unter Ernest Wenkert schloss er 1977 an der Rice University seine Doktorarbeit ab. Nachfolgend verbrachte er ein Jahr an der Universität Genf in der Arbeitsgruppe von Wolfgang Oppolzer. Hudlický ging 1978 an das Illinois Institute of Technology als Assistance Professor. Er kehrte 1982 an die Virginia Polytechnic Institute and State University zurück, wo er 1988 Professor wurde. Im Jahre 1995 ging er an die Florida State University. 2003 folgte er einem Ruf an die Brock University, wo er bis zu seinem Tod wirkte.
Hudlický verstarb im Alter von 72 Jahren unerwartet am Morgen des 10. Mai 2022 in seiner Geburtsstadt Prag.
Hudlický war leidenschaftlicher Skifahrer und spielte E-Gitarre. Er war seit 2004 Mitglied in einer Rockband aus Professoren und Studenten, welche sich pH Six nennt. Er veröffentlichte ein Cover von Knocking On Heaven’s Door. Darüber hinaus zeigte Hudlický großes Interesse für Kampfsport und Hockey.

## Wissenschaftliches Werk
Hudlickýs Forschung widmete sich unter anderem der Totalsynthese, Grünen Chemie, Biokatalyse und der Organischen Elektrochemie. Insbesondere beschäftigte er sich mit der Synthese des Morphins.
Das 2007 von Hudlický veröffentlichte Buch The Way of Synthesis gilt heute als Standardwerk auf dem Gebiet der Retrosynthese und Totalsynthese von Naturstoffen. In diesem Buch trug Hudlický unter anderem persönliche Notizen und Anmerkungen bedeutender Chemiker zusammen, um die Geschichte der Organischen Synthese zu illustrieren. Es finden sich zum Beispiel Beiträge von Dieter Seebach, Paul Wender, Lutz Tietze, Paul Grieco, Richard Heck, Clayton Heathcock, Dennis Curran, Victor Snieckus, Martin Semmelhack und Steven Weinreb.

“I think, as will many organic chemists, that the Hudlicky book will be the Bible of synthetic organic chemistry, the past, the present and the future. A hallmark publication.”

## Kontroverse
Im Juni 2020 veröffentlichte Tomáš Hudlický ein Essay im Journal Angewandte Chemie mit dem Titel '“Organic synthesis—Where now?” is thirty years old. A reflection on the current state of affairs'. Hudlický bezieht sich hierbei auf einen Artikel von Dieter Seebach aus dem Jahr 1990. In diesem Essay beschrieb Hudlický die Faktoren, welche seiner Meinung nach die Entwicklung der Organischen Synthese in den vergangenen 25 Jahren positiv sowie negativ beeinflusst haben. Die Inhalte des Artikels wurden weltweit kontrovers diskutiert und der Artikel wurde zurückgezogen.

## Publikationen
Hudlický veröffentlichte 273 Publikationen und 23 Patente. Er wurde über 15.000 mal zitiert (Stand Juli 2022).

### Wissenschaftliche Artikel (Auswahl)
- Chemoenzymatic Total Synthesis of (+)-Oxycodone from Phenethyl Acetate[19]
- Benefits of Unconventional Methods in the Total Synthesis of Natural Products[20]
- Use of Cyclopropanes and Their Derivatives in Organic Synthesis[21]
- Modern Methods of Monosaccharide Synthesis from Non-Carbohydrate Sources[22]
- Applications of biotransformations and biocatalysis to complexity generation in organic synthesis[23]

### Monographien
- Tomáš Hudlický, Josephine W. Reed: The Way of Synthesis. Wiley-VCH, Weinheim 2007, ISBN 978-3-527-31444-7 (englisch).

## Auszeichnungen
- 1981: Fellow of Alfred P. Sloan Foundation[24]
- 2010: Alfred Bader Award[25]
- 2013: Fellow of the Royal Society of Canada Academy of Science[24]
- 2014: R. U. Lemieux Award (Award Lecture: Recent Advances in Process Development for Oplate-derived Pharmaceutical Agents and Progress in Total Synthesis of Morphine)[26]
- 2015: Hanuš Memorial Medal (Czech Chemical Society)[27]
- 2018: Silver Medal der Karls-Universität[28]